# مدیریت هتلداری و جهانگردی
مدیریت هتلداری یکی از رشته‌های گردشگری است که دانشجویان در آن با مشخصات انواع مؤسسات پذیرایی، اصول و معیارهای انتخاب، شناخت و خرید وسایل و تجهیزات لازم برای مؤسسات پذیرایی، تقسیم کار در این‌گونه مؤسسه‌ها، رزرواسیون، منوشناسی و منونویسی، شناخت مواد غذایی و انرژی غذایی آنها، چگونگی نگهداری مواد غذایی، تهیه انواع غذاها، پیش غذاها و شیرینی‌ها، بهداشت مواد غذایی، بهداشت کار و ایمنی در محیط آشپزخانه مؤسسات پذیرایی و به طور کلی اداره و مدیریت مناسب یک هتل، متل، رستوران و … آشنا می‌شوند. آنها همچنین باید به زبان انگلیسی و یک زبان پرکاربرد دیگر مسلط باشند و قادر به برقراری روابط اجتماعی خوبی باشند.

## نظام آموزشی در ایران
نظام آموزشی رشتهٔ هتلداری به شرح زیر است:
دوره‌های کارشناسی هتلداری ۴ سال خواهد بود. نظام آموزشی این دوره‌ها واحدی است و کلیه دروس نظری و عملی آن در ۸ سال نیمسال تحصیلی ارائه می‌شود۱. مدت هر نیمسال تحصیلی ۱۷ هفته و حداقل زمان لازم برای هر واحد نظری یک ساعت در هفته و برای دروس عملی حداقل ۲ ساعت تعیین می‌گردد. درس کارآموزی در ایام تعطیل تابستانی بعد از سال سوم طبق برنامه ای که توسط مرکز آموزش عالی تدوین خواهد شد انجام می‌پذیرد. اعطاء دانشنامه به فارغ التحصیلان این رشته‌ها منوط به ارائه گواهی پایان دوره کارورزی خواهد بود.
تعداد کل واحدهای آموزشی و کارورزی رشته مدیریت هتلداری ۱۳۳ واحد می‌باشد.
ضرورت تسلط دانشجویان به زبان دوم، یکی از زبان‌های فرانسه، آلمانی، عربی به عنوان زبان دوم در نظر گرفته شده‌است.

## آینده شغلی
فارغ التحصیلان این رشته قادر خواهند بود در واحدهای پذیرایی و اقامتی و سایر مشاغل مرتبط، فعالیت نمایند. از جمله:
- متصدی امور پذیرش و اطلاعات
- متصدی امور طبقات و منسوجات
- متصدی اماکن عمومی
- متصدی لاندری
- متصدی خانه‌داری
- متصدی امور پذیرایی در هتل
- متصدی آماده‌سازی غذا و شیرینی
- متصدی امور تشریفات و میهمانی
- کنترل‌کننده هزینه‌های غذا و نوشابه